# Ai Takahashi
Pour les articles homonymes, voir Takahashi.
Ai Takahashi (高橋愛, Takahashi Ai, née le 14 septembre 1986 à Sakai, au Japon) est une chanteuse et actrice japonaise, ex-idol au sein du Hello! Project.

## Biographie
Ai Takahashi rejoint le populaire groupe de J-pop Morning Musume en août 2001, sélectionnée dans le cadre de la cinquième génération aux côtés de Risa Niigaki, Asami Konno et Makoto Ogawa. En parallèle, elle remplace fin 2002 Mari Yaguchi au sein de Mini Moni, jusqu'à la séparation de ce groupe en 2004. 
Elle participe aussi au fil des ans aux groupes provisoires Happy 7, 7Air, Morning Musume Sakuragumi, H.P. All Stars, Elegies, et High-King.
Elle tourne également dans quelques films, séries télévisées et comédies musicales.
En 2007, Ai Takahashi devient l'ainée et la leader des Morning Musume, puis celle du Hello! Project en 2009 après la graduation (départ) générale des anciennes.
En janvier 2011, sa propre graduation du groupe et du Hello! Project est annoncée pour le 30 septembre suivant, à la fin tournée d'automne du groupe.
Elle quitte le groupe à la date prévue, après dix années d'activité au H!P. Elle continue sa carrière artistique au sein de la compagnie-mère Up-Front, et est immédiatement intégrée au M-line club avec les autres ex-membres du groupe encore sous contrat. Risa Niigaki lui succède en tant que leader du groupe et du H!P. Elle joue ensuite le rôle principal de la comédie musicale Tanz der Vampire (ダンス・オブ・ヴァンパイア) adaptée du film Le Bal des vampires.
En décembre 2013, Ai Takahashi annonce son intention d'épouser l'acteur Koji Abe, de onze ans son ainé ; la cérémonie est prévue pour le 14 février 2014.
En mars 2015, elle forme avec deux autres ex-Morning Musume le groupe promotionnel Datsumo Musume pour une chaine de salons de beauté.

## Groupes
Au sein du Hello! Project
- Morning Musume (2001-2011)
- Happy 7 (2002)
- Mini Moni (2003-2004)
- Morning Musume Sakura Gumi (2003-2004)
- 7Air (2003)
- H.P. All Stars (2004)
- Hello! Project Akagumi (2005)
- Elegies  (2005)
- Wonderful Hearts (2006–2009)
- High-King (2008-2011)
- Muten Musume (2010)

Autres
- Ganbarou Nippon Ai wa Katsu Singers (2011)
- Datsumo Musume (2015-)

## Discographie

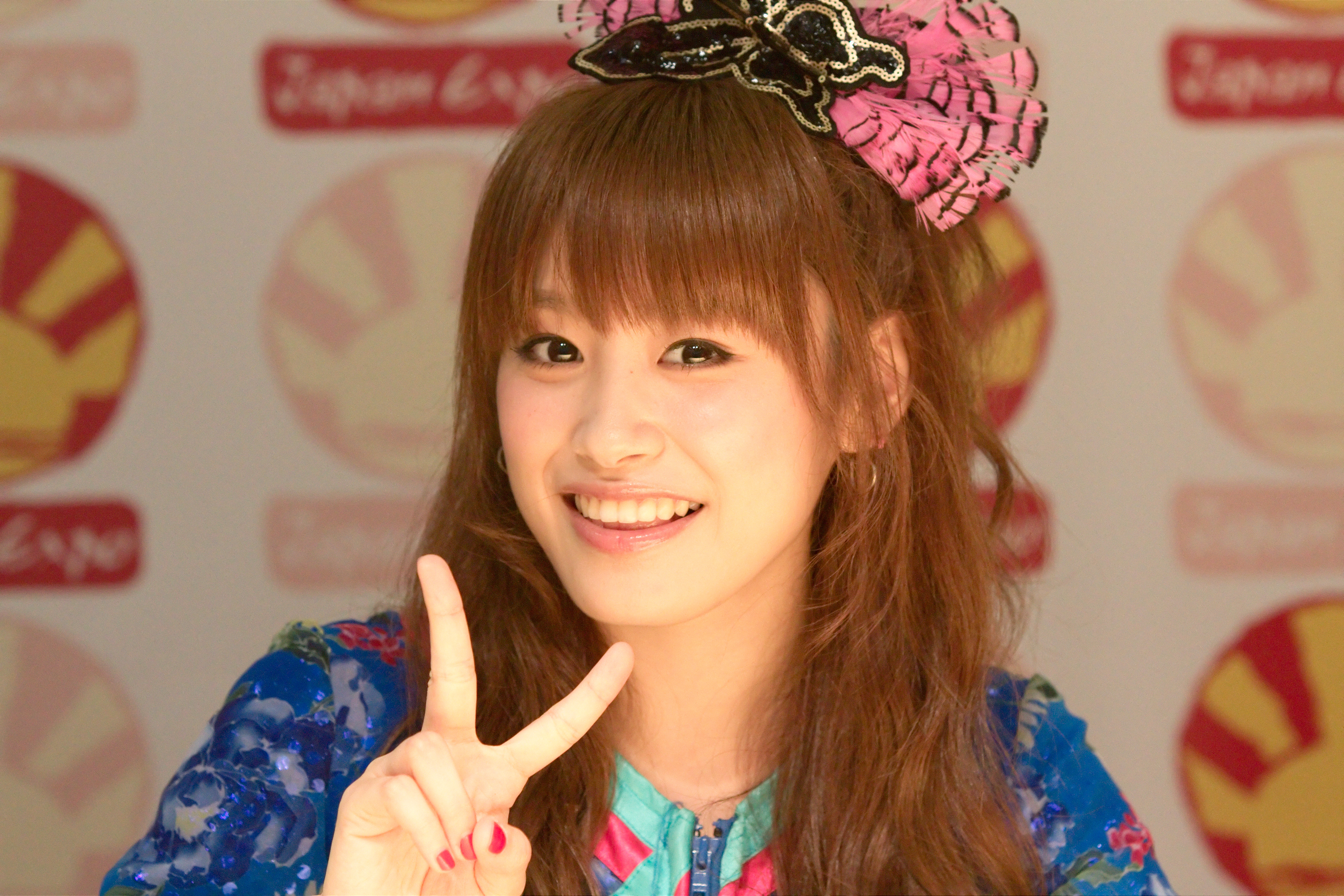
Takahashi lors d'une dédicace à Japan Expo, le 3 juillet 2010.

### En solo
Chansons
- 2006 : Yume Kara Samete (夢から醒めて?) (single digital, inclus sur la compilation Petit Best 7, et édité en exemplaires physiques promotionnels)
- 2009 : Cosmos (sur l'album Chanpuru 1 ~Happy Marriage Song Cover Shū~)
- 2011 : Jishin Motte Yume wo Motte Tobitasu Kara (sur le single Kono Chikyū no Heiwa wo Honki de Negatterun da yo!)
- 2012 : Happy Ippuku Maru

### Avec Morning Musume
Singles
- 31 octobre 2001 : Mr. Moonlight ~Ai no Big Band~
- 20 février 2002 : Sōda! We're Alive
- 24 juillet 2002 : Do it! Now
- 30 octobre 2002 : Koko ni Iruzee!
- 19 février 2003: Morning Musume no Hyokkori Hyōtanjima
- 23 avril 2003 : As For One Day
- 30 juillet 2003 : Shabondama
- 6 novembre 2003 : Go Girl ~Koi no Victory~
- 21 janvier 2004 : Ai Araba It's All Right
- 12 mai 2004 : Roman ~My Dear Boy~
- 22 juillet 2004 : Joshi Kashimashi Monogatari
- 3 novembre 2004 : Namida ga Tomaranai Hōkago
- 19 janvier 2005 : The Manpower!
- 27 avril 2005 : Osaka Koi no Uta
- 27 juillet 2005 : Iroppoi Jirettai
- 9 novembre 2005: Chokkan 2 ~Nogashita Sakana wa Ōkiizo!~
- 15 mars 2006 : Sexy Boy ~Soyokaze ni Yorisotte~
- 21 juin 2006 : Ambitious! Yashinteki de Ii Jan
- 8 novembre 2006 : Aruiteru
- 14 février 2007 : Egao Yes Nude
- 25 avril 2007 : Kanashimi Twilight
- 25 juillet 2007 : Onna ni Sachi Are
- 21 novembre 2007 : Mikan
- 16 avril 2008 : Resonant Blue
- 24 septembre 2008 : Pepper Keibu
- 18 février 2009 : Naichau Kamo
- 13 mai 2009 : Shōganai Yume Oibito
- 12 août 2009 : Nanchatte Ren'ai
- 28 octobre 2009 : Kimagure Princess
- 10 février 2010 : Onna ga Medatte Naze Ikenai
- 9 juin 2010 : Seishun Collection
- 17 novembre 2010 : Onna to Otoko no Lullaby Game
- 6 avril 2011 : Maji Desu ka Suka!
- 18 mai 2011 :  Only You
- 14 septembre 2011 : Kono Chikyū no Heiwa wo Honki de Negatterun da yo!

Albums
- 27 mars 2002 :  4th Ikimasshoi!
- 26 mars 2003 :  No.5
- 31 mars 2004 :  Best! Morning Musume 2
- 8 décembre 2004 :  Ai no Dai 6 Kan
- 15 février 2006 :  Rainbow 7
- 13 décembre 2006 :  7.5 Fuyu Fuyu Morning Musume Mini!  (mini album)
- 21 mars 2007 :  Sexy 8 Beat
- 26 novembre 2008 :  Cover You  (reprises)
- 18 mars 2009 :  Platinum 9 Disc
- 17 mars 2010 :  10 My Me
- 1er décembre 2010 :  Fantasy! Jūichi
- 12 octobre 2011 :  12, Smart

Mini-Album
- 27 février 2018 : Hatachi no Morning Musume (Morning Musume 20th)

(+ compilations du groupe)

### Avec Mini Moni
Singles
- 2002-11-27 : Genki Jirushi no Ōmori Song / Okashi Tsukutte Okkasuii! (par Mini Moni to Takahashi Ai + 4KIDS)
- 2003-04-09 : Rock 'n' Roll Kenchō Shozaichi ~Oboechaina Series~
- 2003-05-14 : Mini Moni Kazoe Uta ~Ofuro Version~ / Mini Moni Kazoe Uta ~Date Version~
- 2003-10-16 : Crazy About You
- 2003-11-19 : Mirakururun Grand Purin! / Pi~hyara Kōta  (par Mini Hams / Purin chan)
- 2004-04-21 : Lucky Cha Cha Cha!

Albums
- 2003-02-19 : Mini Moni Ja Movie: Okashi na Daiboken Original Soundtrack
- 2004.02.11 : Mini Moni Songs 2

(+ compilations du groupe)

### Autres participations
Singles
- 3 juillet 2002 : Shiawase Beam! Suki Suki Beam! (avec Happy 7)
- 9 juillet 2003 : Kowarenai Ai ga Hoshii no (avec 7 Air)
- 18 septembre 2003 : Hare Ame Nochi Suki (avec Morning Musume Sakura Gumi)
- 25 février 2004 : Sakura Mankai (avec Morning Musume Sakura Gumi)
- 1er décembre 2004 : All for One & One for All! (avec H.P. All Stars)
- 22 juin 2005 : Inshōha Renoir no Yō ni (avec Elegies)
- 11 juin 2008 : C\C (Cinderella\Complex) (avec High-King)
- 27 octobre 2010 : Appare Kaiten Zushi! (avec Muten Musume)
- 22 juin 2011 : Ai wa Katsu (avec Ganbarou Nippon Ai wa Katsu Singers)

Albums
- 10 juillet 2002 : Hawaiian de Kiku Morning Musume Single Collection (avec "Takagi Boo to Morning Musume, Coconuts Musume…")

(+ compilations diverses)

## Filmographie
Films
- 2002 : Tokkaekko (とっかえっ娘。)
- 2002 : Mini Moni ja Movie: Okashi na Daibōken! (ミニモニ。じゃムービーお菓子な大冒険！)
- 2002 : Jam Films (segment 'Hijiki')
- 2011 : Keitai Deka The Movie 3: Morning Musume Kyuushutsu Daisakusen! ~ Pandora no Hako no Himitsu~ (ケータイ刑事　THE　MOVIE3　モーニング娘。救出大作戦！～パンドラの箱の秘密)
- 2011 : Sharehouse (シェアハウス)

Drama
- 2002 : Angel Hearts
- 2002 : Kochira Hon Ikegami Sho  (こちら本池上署) (Tamiya Shiho)
- 2002 : Mikeneko Holmes no Hanzaigaku Kouza (三毛猫ホームズの犯罪学講座) (Hamano Kaori)
- 2004 : Mini Moni de Bremen no Ongakutai (ミニモニ。でブレーメンの音楽隊) (Kurimura Chiyono)
- 2006 : Tenka Souran ~ Tokugawa Sandai no Inmou (天下騒乱〜徳川三代の陰謀) (Tokugawa Misako)
- 2006 : Doutoku Joshi Tandai Ecoken (道徳女子短大 エコ研)
- 2008 : Hitmaker Aku Yuu Monogatari (ヒットメーカー 阿久悠物語) (Mie of Pink Lady)
- 2009 : Q.E.D Shōmei Shūryō (Q.E.D. 証明終了) (Mizuhara Kana)
- 2010 : Hanbun Esper (半分エスパー)
- 2011 : Koi Choco Bitter Sweet Angel (恋チョコ ビターズエンジェル) (Takagi Ayana)
- 2012 : Taira no Kiyomori (平清盛)
- 2012 : Juhou 2405 Watashi ga Shinu Wake (呪報2405 ワタシが死ぬ理由)

Internet
- 2006 : Doutoku Joshi Tandai Ecoken (道徳女子短大エコ研)
- 2006 : Ojigi 30 Do (おじぎ30度) (Kinoshita Karin)
- 2009–2010 : Takahashi Ai no Ichigo Ichie (苺いちえ)
- 2011– : Joshi Chikara Cafe~Aisuikuri~su~ (女子力cafe～あいすくりーす～)

## Divers
Programmes TV
- 2002–2004 : Tintin TOWN! (ティンティンTOWN!)
- 2003 : Soreyuke! Gorokkies (それゆけ!ゴロッキーズ) (65 épisodes)
- 2004 : Futarigoto (二人ゴト) (4 épisodes)
- 2004 : Majokko Rika-chan no Magical v-u-den (魔女っ娘。梨華ちゃんのマジカル美勇伝)
- 2005 : Musume DOKYU! (娘DOKYU!)

DVD
- 17 décembre 2003 : Alo Hello! Takahashi Ai DVD
- 11 avril 2007 : Love Hello! Takahashi Ai DVD
- 17 juin 2009 : I.
- 2 juin 2010 : Figure
- 24 avril 2011 : Ai loves you I love Ai
- 31 mai 2011 : Real Etude ~Takahashi Family to Niigaki Family DVD 1
- 31 mai 2011 : Real Etude ~Takahashi Family to Niigaki Family DVD 2
- 31 mai 2011 : Real Etude ~Takahashi Family to Niigaki Family DVD 3
- 21 septembre 2011 : Love Love Love

Comédies musicales et théâtres
- 2006 : Ribbon no Kishi The Musical (リッボンの騎士ザ・ミュージカル) (Sapphire)
- 2007 : Ojigi 30 Do (おじぎ30度) (Kinoshita Karin)
- 2008 : Cinderella The Musical (シンデレラ the ミュージカル) (Cinderella)
- 2009 : Ojigi de Shape Up! (おじぎでシェイプアップ!) (Kinoshita Karin)
- 2010 : Fashionable (ファッショナブル) (Hasegawa Coco)
- 2010 : Watashi no Atama no Naka no Keshigomu (私の頭の中の消しゴム) (Kaori)
- 2011 : "Hamlet" & Tragic? "Rosencrantz and Guildenstern Are Dead" (「ハムレット」＆悲劇？「ローゼンクランツとギルデンスターンは死んだ」) (Ophelia)
- 2011 : Le Bal des vampires (ダンス　オブ　ヴァンパイア) (Sarah)
- 2012 : La Pâtisserie (ラ・パティスリー) (Morisawa Kaori)
- 2012 : Akage no An (赤毛のアン)
- 2012 : The Wedding Singer (ウェディング・シンガー)
- 2012 : High School Uta Gekidan ☆ Otokogumi (ハイスクール歌劇団☆男組)
- 2012 : Joshikousei Chiyo (女子高生チヨ)
- 24-30 avril 2013 : Moshimo kokumin ga Shushō o erandara

Radio
- 2003-2011 : Young Town Douyoubi
- 2004-2006 : Hello Pro Yanen!
- 2005 : TBC FUN Field Mou Let's Mou Dash
- 2010 : FIVE STARS

## Photobooks
| #  | Romaji Japonais Français | Titre | Date de Sortie    | Éditeur ISBN                                   | Description                                                                                 |
| -- | --- | --- | ----------------- | ---------------------------------------------- | ------------------------------------------------------------------------------------------- |
| –  | - 5: Morning Musume 5 Ki Member Shashinshū - 5 モーニング娘。5期メンバー写真集 - 5: Morning Musume 5th Generation Members Photobook                   | - 5: Morning Musume 5 Ki Member Shashinshū - 5 モーニング娘。5期メンバー写真集 - 5: Morning Musume 5th Generation Members Photobook                   | 16 août 2002      | Wani Books (ISBN 4-847-02721-3)                | Photobook regroupant toutes les membres de cinquième génération des Morning Musume. (2001). |
| 1  | - Takahashi Ai: Solo Shashinshū "Takahashi Ai Shashinshū" - 高橋愛 ソロ写真集「高橋愛写真集」 - Ai Takahashi: Solo Photobook "Ai Takahashi Photobook" | - Takahashi Ai: Solo Shashinshū "Takahashi Ai Shashinshū" - 高橋愛 ソロ写真集「高橋愛写真集」 - Ai Takahashi: Solo Photobook "Ai Takahashi Photobook" | 9 décembre 2002   | Wani Books (ISBN 4-847-02741-8)                | Premier solo photobook.                                                                     |
| 2  | - Alo Hello! Takahashi Ai - アロハロ!高橋愛 | - Alo Hello! Takahashi Ai - アロハロ!高橋愛 | 17 décembre 2003  | Kadokawa Shoten (ISBN 4-048-94253-0)           | Second solo photobook.                                                                      |
| 3  | - Takahashi Ai Shashinshū "Wataame" - 高橋愛写真集 わたあめ - Ai Takahashi Photobook "Cotton Candy"                                                   | - Takahashi Ai Shashinshū "Wataame" - 高橋愛写真集 わたあめ - Ai Takahashi Photobook "Cotton Candy"                                                   | 27 mai 2004       | Wani Books (ISBN 4-847-02806-6)                | Troisième solo photobook.                                                                   |
| 4  | - Takahashi Ai Shashinshū "Ai Gokoro" - 高橋愛写真集 愛ごころ                                                                                         | - Takahashi Ai Shashinshū "Ai Gokoro" - 高橋愛写真集 愛ごころ                                                                                         | 25 juin 2005      | Wani Books (ISBN 4-847-02870-8)                | Quatrième solo photobook.                                                                   |
| 5  | - Takahashi Ai Shashinshū "19" - 高橋愛写真集『19』 - Ai Takahashi Photobook "19"                                                                     | - Takahashi Ai Shashinshū "19" - 高橋愛写真集『19』 - Ai Takahashi Photobook "19"                                                                     | 27 janvier 2006   | Wani Books (ISBN 4-847-02913-5)                | Cinquième solo photobook.                                                                   |
| 6  | - Takahashi Ai Shashinshū Zenshu "ai" - 高橋愛写真集全集『ai』 - Ai Takahashi Photobook Complete Works "Ai"                                           | - Takahashi Ai Shashinshū Zenshu "ai" - 高橋愛写真集全集『ai』 - Ai Takahashi Photobook Complete Works "Ai"                                           | 27 octobre 2006   | Wani Books (ISBN 4-847-02961-5)                | Compilation photobook.                                                                      |
| 7  | - Love Hello! Takahashi Ai Shashinshū in Phuket - ラブハロ！高橋愛写真集inプーケット - Love Hello! Ai Takahashi Photobook in Phuket                   | - Love Hello! Takahashi Ai Shashinshū in Phuket - ラブハロ！高橋愛写真集inプーケット - Love Hello! Ai Takahashi Photobook in Phuket                   | 14 mars 2007      | Kadokawa Publishing Group (ISBN 4-048-94485-1) | Septième solo photobook. Photographiée à Phuket, Thaïlande.                                 |
| 8  | - Takahashi Ai Shashinshū "Mizu" - 高橋愛写真集『水』 - Ai Takahashi Photobook "Eau"                                                                  | - Takahashi Ai Shashinshū "Mizu" - 高橋愛写真集『水』 - Ai Takahashi Photobook "Eau"                                                                  | 26 octobre 2007   | Wani Books (ISBN 978-4-847-04049-8)            | Huitième solo photobook. Photographié à Bali.                                               |
| 9  | - Takahashi Ai Shashinshū "Mō Hitotsu no Ai" - 高橋愛写真集『もうひとつの愛』 - Ai Takahashi Photobook "Autre Ai"                                     | - Takahashi Ai Shashinshū "Mō Hitotsu no Ai" - 高橋愛写真集『もうひとつの愛』 - Ai Takahashi Photobook "Autre Ai"                                     | 25 mai 2008       | Wani Books (ISBN 978-4-847-04088-7)            | Neuvième solo photobook.                                                                    |
| 10 | - Takahashi Ai Shashinshū "Watashi" - 高橋愛写真集『私』 - Ai Takahashi Photobook "I"                                                                 | - Takahashi Ai Shashinshū "Watashi" - 高橋愛写真集『私』 - Ai Takahashi Photobook "I"                                                                 | 25 mai 2009       | Wani Books (ISBN 978-4-847-04170-9)            | Dixième solo photobook.                                                                     |
| 11 | - Takahashi Ai Shashinshū "Katachi" - 高橋愛写真集『形（かたち）』 - Ai Takahashi Photobook "Figure"                                                  | - Takahashi Ai Shashinshū "Katachi" - 高橋愛写真集『形（かたち）』 - Ai Takahashi Photobook "Figure"                                                  | 27 mai 2010       | Wani Books (ISBN 978-4-847-04283-6)            | Onzième solo photobook.                                                                     |
| 12 | - Takahashi Ai Shashinshū "LOVE NO.10" - 高橋愛写真集『LOVE NO.10』 - Ai Takahashi Photobook "LOVE NO.10"                                             | - Takahashi Ai Shashinshū "LOVE NO.10" - 高橋愛写真集『LOVE NO.10』 - Ai Takahashi Photobook "LOVE NO.10"                                             | 28 mars 2011      | Wani Books (ISBN 978-4-847-04365-9)            | Douzième solo photobook.                                                                    |
| 13 | - Takahashi Ai Shashinshū "Ai Ai Ai" - 高橋愛写真集『愛愛愛』 - Ai Takahashi Photobook "Love Love Love"                                               | - Takahashi Ai Shashinshū "Ai Ai Ai" - 高橋愛写真集『愛愛愛』 - Ai Takahashi Photobook "Love Love Love"                                               | 14 septembre 2011 | Wani Books (ISBN 978-4-847-04397-0)            | Treizième solo photobook. Sorti le jour de son anniversaire.                                |

## Liens
- (ja) Fiche officielle (agence)
- (ja) Blog officiel